# Newcastle, Maine
Newcastle är en kommun i Lincoln County i delstaten Maine, USA.